# Liste der Monuments historiques in Domjevin
Die Liste der Monuments historiques in Domjevin führt die Monuments historiques in der französischen Gemeinde Domjevin auf.

## Liste der Immobilien
| Bezeichnung  | Beschreibung                         | Standort                  | Kennzeichnung | Schutzstatus | Datum | Bild           |
| ------------ | ------------------------------------ | ------------------------- | ------------- | ------------ | ----- | -------------- |
| Feldlazarett | Bunkeranlage, 1916 bis 1918 angelegt | westlich des Ortes (Lage) | PA00106090    | Classé       | 1922  | weitere Bilder |